# Polski Związek Reklamowy
Polski Związek Reklamowy (PZR) – organizacja istniejąca w latach II Rzeczypospolitej 1928–1939, której statut przewidywał członkostwo konsumentów, producentów i pośredników reklamy.

## Historia
Komitet Organizacyjny PZR ukonstytuował się 4 maja 1928 w Warszawie, w składzie: Zygmunt Bieberstein, Władysław Gindrych, Kazimierz Główczewski, Piotr Górecki, Zygmunt Lityński, P. Muśnicki, Tadeusz Skarzyński i Stanisław Zenon Zakrzewski. Komitet Organizacyjny powierzył następnie swe funkcje Zarządowi Tymczasowemu (Bieberstein, Główczewski, Lityński, Skarzyński i Zakrzewski). Zarząd Tymczasowy opracował projekt statutu i zorganizował sekretariat Związku, którego siedziba mieściła się w lokalu Polskiej Agencji Telegraficznej w Warszawie przy ul. Krakowskie Przedmieście 50. Po zatwierdzeniu statutu przez władze zwołano w dniu 19 listopada 1928 Walne Zgromadzenie członków PZR, które odbyło się w sali Resursy Obywatelskiej (obecnie Dom Polonii, ul. Krakowskie Przedmieście 64) w Warszawie.
Organem PZR był kwartalnik/miesięcznik „Reklama”. Pierwszy numer ukazał się w maju 1929.
Nowe władze PZR zostały wybrane 27 stycznia 1938.
Prezesi PZR
- Piotr Górecki – 19 listopada 1928[3]
- Stanisław Zakrzewski